# ОШ „Вук Караџић” Липница
ОШ „Вук Караџић” основна школа у Липници.

## Опште информације
Школа је основана 1892. године, те више од века образује и васпитава децу са подручја Месних заједница: Брадић, Липница, Грнчара, Руњани, Брњац, Велико Село и Козјак.

## Историјат[1]
Школа се дуго звала Грнчарска школа, подигнута је на тадашњој тромеђи села Грнчара, Руњани и Липница. Земљиште за изградњу цркве Св. Преображења на Приљевима и школе, које су изграђене једна поред друге, дао је на поклон парох руњански поп Владимир Ст. Поповић.
Грнчарска општина је на збору одржаном 9. марта 1886. године донела је одлуку да изгради школу. Школа је саграђена и отворена на почетку школске 1892/93. године. Први учитељ у нашој школи био је Владимир Сарић из села Руњана.

### Школа током Другог светског рата
У школи у Липници, 15. 12.1937. год. отворено је пето одељење. У школи су радили: Милан Стефановић, управитељ школе са супругом Љубицом Стефановић, Надежда Петровић, Станимир Бешлић и Живка Радојчић. Шесто одељење основано је 1939.године, у коме је радио наставник Чедомир Недељковић. Немачка казнена експедиција 1941. године је прошла кроз села и поубијала већи број људи, међу њима у школском дворишту су стрељали учитеља Бешлића са петоро људи. На место Бешлића 1941. године дошао је Миљан Лакић а затим место Љубице Стефановић која је стављена на располагање – Велизар Медић. 1943. године, белогардејци са Гестапоом блокирали су село и том приликом похватали око 80 људи, међу њима и учитеље: Милана Стефановића, Чедомира Недељковића и Велизара Медића, отеравши их у затвор. Одатле су неке пустили а једну групу са учитељима Миланом Стефановићем и Чедомиром Недељковићем отерали у логор Бањица а затим у Немачку на рад.

### Школа у Југославији
Четвртог маја 1946. године отворена је ђачка кухиња. У току 1948.године, нарочито се уздигла пионирска организација.
Решењем Среског народног одбора од 01.09.1950. године, претворена је ова школа у осмолетку. У новоотвореном петом разреду било је уписано 84 ученика.
Нова школаска зграда са 7 учионица и наставничким канцеларијама изграђена је 1958. год.
Од 1959. године, школа мења назив у Основна школа „Вук Караџић“ Липница са издвојеним одељењима у Руњанима, Козјаку и Брадићу.
У 1979. години, школа је прикључена на водовод. Централно грејање у школи инсталирано је 1986. године.

## Галерија
- Издвојено оделење у Брадићу
- Издвојено оделење у Великом Селу